# Liste der Stolpersteine in Stadtoldendorf
Die Liste der Stolpersteine in Stadtoldendorf gibt eine Übersicht über die im Rahmen der Aktion des Künstlers Gunter Demnig verlegten Stolpersteine in der Stadt Stadtoldendorf in Niedersachsen.

## Beschreibung
In Stadtoldendorf wurden seit 2007 bis heute (2020) 32 Stolpersteine verlegt. Die 10 × 10 × 10 cm großen Betonquader mit Messingtafel sind in den Bürgersteig vor jenen Häusern eingelassen, in denen die Opfer der nationalsozialistischen Gewaltherrschaft damals wohnten. Die Inschrift der Tafel gibt Auskunft über ihren Namen, ihr Alter und ihr Schicksal. Die Stolpersteine sollen dem Vergessen der Opfer entgegenwirken.

## Stolpersteine in Stadtoldendorf
| Adresse             | Datum der Verlegung | Person                               | Inschrift | Bild |
| ------------------- | ------------------- | ------------------------------------ | --- | --- |
| Amtsstraße 8 ·      | 28. März 2014       | Hermann Fröhlich (1884–194?)         | HIER WOHNTE HERMANN FRÖHLICH JG. 1884 DEPORTIERT 1941 RIGA 1942 SALASPILS ERMORDET                                                                                     | |
| Amtsstraße 8 ·      | 28. März 2014       | Leo Fröhlich (1922–194?)             | HIER WOHNTE LEO FRÖHLICH JG. 1922 DEPORTIERT 1941 RIGA ERMORDET | |
| Baustraße 14 ·      | 15. Dez. 2007       | Julius Rosenhain (1885–194?)         | HIER WOHNTE JULIUS ROSENHAIN JG. 1885 DEPORTIERT 25.3.1942 GHETTO WARSCHAU ERMORDET                                                                                    | |
| Deenser Straße 3 ·  | 15. Dez. 2007       | Julius Rothenberg (1883–194?)        | HIER WOHNTE JULIUS ROTHENBERG JG. 1883 DEPORTIERT 25.3.1942 GHETTO WARSCHAU ERMORDET                                                                                   | |
| Deenser Straße 3 ·  | 15. Dez. 2007       | Lydia Rothenberg (1881–194?)         | HIER WOHNTE LYDIA ROTHENBERG GEB. MEYER JG. 1881 DEPORTIERT 25.3.1942 GHETTO WARSCHAU ERMORDET                                                                         | |
| Deenser Straße 32 · | 15. Nov. 2009       | Cäcilie Stein (1890–194?)            | HIER WOHNTE CÄCILIE STEIN GEB. LÖWENSTEIN JG. 1890 DEPORTIERT 1942 GHETTO WARSCHAU ERMORDET                                                                            | |
| Deenser Straße 32 · | 15. Nov. 2009       | Hildegard Stein (1920–194?)          | HIER WOHNTE HILDEGARD STEIN JG. 1920 DEPORTIERT 1941 GHETTO WARSCHAU RIGA ERMORDET                                                                                     | |
| Deenser Straße 32 · | 15. Nov. 2009       | Julius Stein (1886–194?)             | HIER WOHNTE JULIUS STEIN JG. 1886 DEPORTIERT 1942 GHETTO WARSCHAU ERMORDET                                                                                             | |
| Heiße Straße 2 ·    | 15. Nov. 2009       | Louis Lindemeyer (1873–1945)         | HIER WOHNTE LOUIS LINDEMEYER JG. 1873 VERHAFTET 23.1.1944 ‘Wehrkraftzersetzung‘ GEFÄNGNIS POTSDAM BEFREIT TOT AN HAFTFOLGEN 18.7.1945                                  | |
| Hoopstraße 2 ·      | 15. Nov. 2009       | Marianne Alice Hilb (1889–1943)      | HIER WOHNTE MARIANNE HILB GEB. WOLFF JG. 1889 DEPORTIERT 24.5.1942 LUBLIN TOT 1943 IN TREBLINKA                                                                        | |
| Hoopstraße 2 ·      | 15. Nov. 2009       | Gertrud Wolff (1862–1942)            | HIER WOHNTE GERTRUD WOLFF GEB. OSTWALD JG. 1862 DEPORTIERT 18.8.1942 THERESIENSTADT TOT 23.8.1942                                                                      | |
| Hoopstraße 7 ·      | 15. Nov. 2009       | Alice Matzdorf (1895–1941)           | HIER WOHNTE ALICE MATZDORF GEB. FRANK JG. 1895 EINGEWIESEN 11.2.1941 ‘HEILANSTALT‘ HADAMAR ERMORDET 11.2.1941                                                          | |
| Hoopstraße 7 ·      | 15. Nov. 2009       | Wilhelm Matzdorf (1892–1942)         | HIER WOHNTE WILHELM MATZDORF JG. 1892 VERHAFTET 12.8.1937 SACHSENHAUSEN TOT 28.1.1942                                                                                  | |
| Kellbergstraße 9 ·  | 15. Nov. 2009       | Klara Meyer (1871–194?)              | HIER WOHNTE KLARA MEYER GEB. WINKLER JG. 1871 DEPORTIERT 1942 THERESIENSTADT TREBLINKA ERMORDET                                                                        | |
| Kirchstraße 8 ·     | 15. Nov. 2009       | Paul Heinberg (1895–194?)            | HIER WOHNTE PAUL HEINBERG JG. 1895 DEPORTIERT 1942 GHETTO WARSCHAU ERMORDET                                                                                            | |
| Markt 6 ·           | 10. Dez. 2010       | Herbert Frank (1884–194?)            | HIER WOHNTE HERBERT FRANK JG. 1884 DEPORTIERT 1943 THERESIENSTADT ERMORDET IN AUSCHWITZ                                                                                | |
| Markt 6 ·           | 10. Dez. 2010       | Hugo Frank (1881–1943)               | HIER WOHNTE HUGO FRANK JG. 1881 DEPORTIERT 1941 LODZ ERMORDET 15.4.1943                                                                                                | |
| Markt 6 ·           | 10. Dez. 2010       | Clara Grünewald (1883–194?)          | HIER WOHNTE CLARA GRÜNEWALD GEB. FRANK JG. 1883 DEPORTIERT 1943 THERESIENSTADT ERMORDET IN AUSCHWITZ                                                                   | |
| Neue Straße 7 ·     | 15. Dez. 2007       | Charlotte Wallhausen (1907–1942)     | HIER WOHNTE CLARA GRÜNEWALD GEB. FRANK JG. 1883 DEPORTIERT 1943 THERESIENSTADT ERMORDET IN AUSCHWITZ                                                                   | |
| Neue Straße 7 ·     | 15. Dez. 2007       | Kurt Wallhausen (1908–194?)          | HIER WOHNTE KURT WALLHAUSEN JG. 1908 DEPORTIERT 25.3.1942 GHETTO WARSCHAU ERMORDET                                                                                     | |
| Neue Straße 7 ·     | 15. Nov. 2009       | Arthur Braun (1896–194?)             | HIER WOHNTE ARTHUR BRAUN JG. 1896 DEPORTIERT 1941 RIGA ERMORDET | |
| Neue Straße 7 ·     | 15. Nov. 2009       | Helene Braun (1899–194?)             | HIER WOHNTE HELENE BRAUN GEB. KUNERT JG. 1899 DEPORTIERT 1941 RIGA ERMORDET                                                                                            | |
| Neue Straße 7 ·     | 15. Nov. 2009       | Klara Braun (1888–194?)              | HIER WOHNTE KLARA BRAUN JG. 1888 DEPORTIERT 1942 RIGA ERMORDET | |
| Neue Straße 12 ·    | 22. Aug. 2024       | Gertrud Bloch                        | HIER WOHNTE GERTRUD BLOCH JG. 1905 EINGEWIESEN 1928 HEILANSTALT LEUBUS 1930 PLAGWITZ 'VERLEGT' 3.7.1941 'HEILANSTALT' ARNSDORF 13.1.1942 PFAFFERODE ERMORDET 22.8.1942 | Bild gesucht Der Benutzer GeorgDerReisende ( Diskussion ) wünscht sich an dieser Stelle ein Bild vom Ort mit diesen Koordinaten 51.881741 9.627691 . Motiv: Neue Straße 12: der Stolperstein für Gertrud Bloch, die Lage und das Haus Falls du dabei helfen möchtest, erklärt die Anleitung , wie das geht. BW |
| Neue Straße 34 ·    | 15. Dez. 2007       | Grete Johanna Löwenstein (1898–1942) | HIER WOHNTE GRETE JOHANNA LÖWENSTEIN GEB. WALLHAUSEN JG. 1898 DEPORTIERT 25.3.1942 GHETTO WARSCHAU ERMORDET                                                            | |
| Neue Straße 34 ·    | 15. Dez. 2007       | Ernst Löwenstein (1926–194?)         | HIER WOHNTE ERNST LÖWENSTEIN JG. 1926 DEPORTIERT 25.3.1942 GHETTO WARSCHAU ERMORDET                                                                                    | |
| Neue Straße 34 ·    | 15. Dez. 2007       | Helmut Löwenstein (1930–194?)        | HIER WOHNTE HELMUT LÖWENSTEIN JG. 1930 DEPORTIERT 25.3.1942 GHETTO WARSCHAU ERMORDET                                                                                   | |
| Neue Straße 34 ·    | 15. Dez. 2007       | Hermann Löwenstein (1891–194?)       | HIER WOHNTE HERMANN LÖWENSTEIN JG. 1891 DEPORTIERT 25.3.1942 GHETTO WARSCHAU ERMORDET                                                                                  | |
| Neue Straße 34 ·    | 15. Dez. 2007       | Margot Löwenstein (1928–194?)        | HIER WOHNTE MARGOT LÖWENSTEIN JG. 1928 DEPORTIERT 25.3.1942 GHETTO WARSCHAU ERMORDET                                                                                   | |
| Neue Straße 34 ·    | 15. Dez. 2007       | Theodor Wallhausen (1872–1943)       | HIER WOHNTE THEODOR WALLHAUSEN JG. 1872 DEPORTIERT 21.7.1942 THERESIENSTADT TOT 19.2.1943                                                                              | |
| Schulstraße 4 ·     | 15. Nov. 2009       | Dr. Richard Wolff (1888–1940)        | HIER WOHNTE DR. RICHARD WOLFF JG. 1888 VERHAFTET 12.8.1937 SACHSENHAUSEN TOT 3.2.1940                                                                                  | |
| Teichtorstraße 3 ·  | 28. März 2014       | Heinz Rosenhain (1920–????)          | HIER WOHNTE HEINZ ROSENHAIN JG. 1920 DEPORTIERT 1941 RIGA 1944 ZWANGSARBEIT HAMBURG 1945 KIEL RETTUNGSAKTION ‘WEISSE BUSSE’ SCHWEDISCHES ROTES KREUZ ÜBERLEBT          | |
| Teichtorstraße 3 ·  | 15. Nov. 2009       | Erna Rosenhain (1884–1940)           | HIER WOHNTE ERNA ROSENHAIN JG. 1884 EINGEWIESEN 27.9.1940 LANDESANSTALT BRANDENBURG ERMORDET 27.9.1940                                                                 | |